# Diplectronella indica
Diplectronella indica är en nattsländeart som beskrevs av Martin E. Mosely 1931. Diplectronella indica ingår i släktet Diplectronella och familjen ryssjenattsländor. Inga underarter finns listade i Catalogue of Life.